# Phan (xã)
Phan là một xã thuộc huyện Dương Minh Châu, tỉnh Tây Ninh, Việt Nam.

## Địa lý
Xã Phan nằm về phía nam của huyện Dương Minh Châu, cách trung tâm huyện Dương Minh Châu 10 km về hướng nam, có vị trí địa lý:
- Phía đông giáp xã Phước Ninh
- Phía tây giáp xã Bàu Năng
- Phía tây và tây bắc giáp thành phố Tây Ninh
- Phía nam giáp xã Chà Là
- Phía bắc giáp xã Suối Đá.

Xã Phan có diện tích 24,80 km², dân số năm 2019 là 7.252 người, mật độ dân số đạt 292 người/km².

## Hành chính
Xã Phan được chia thành 5 ấp: Phước Tân I, Phước Tân II, Phước Tân III, Phước Long I, Phước Long II.